# Llista de golejadors de la Golden Cup masculina 2009
Llista completa de gols marcats a la Golden Cup masculina 2009 segons jugador i equip corresponent:
| Jugador                 | Selecció  | Gols |
| ----------------------- | --------- | ---- |
| Massimo Tataranni       | Itàlia    | 10   |
| Ramon Benito            | Blanes HC | 7    |
| Xevi Armengol           | Blanes HC | 6    |
| Dani Rodríguez          | Blanes HC | 6    |
| João Vieira "Johe"      | Angola    | 6    |
| Domenico Illuzzi        | Itàlia    | 5    |
| David Cáceres           | Catalunya | 4    |
| Guirec Henry            | França    | 4    |
| "Jepi" Selva            | Blanes HC | 4    |
| André Centeno           | Angola    | 3    |
| Joan Feixas             | Catalunya | 3    |
| Fran González           | Blanes HC | 3    |
| Manuel Parfant          | Àustria   | 3    |
| Roger Rocasalbas        | Catalunya | 3    |
| António "Toy" Adão      | Angola    | 2    |
| Mattia Cocco            | Itàlia    | 2    |
| Antonio D'Agostino      | Itàlia    | 2    |
| Joan Manel Grasas       | Catalunya | 2    |
| Sébastien Landrin       | França    | 2    |
| David Plaza             | Blanes HC | 2    |
| Giovanni Zen            | Itàlia    | 2    |
| Roger Rocasalbas        | Catalunya | 2    |
| Zé das Botas            | Angola    | 2    |
| Jordi Carbó             | Catalunya | 1    |
| Marcio Fernandes        | Angola    | 1    |
| Edu Fernández           | Catalunya | 1    |
| Sébastien Furstenberger | França    | 1    |
| Francesc Gil            | Catalunya | 1    |
| Kevin Guilbert          | França    | 1    |
| Anacleto Silva "Kirro"  | Angola    | 1    |
| Loïc Le Menn            | França    | 1    |
| Joachim Mohr            | Àustria   | 1    |
| Davide Motaran          | Itàlia    | 1    |
| João Pinto              | Angola    | 1    |
| "Kimi" Ridaura          | Blanes HC | 1    |
| Anthony Weber           | França    | 1    |